# Mémorial de Verdun
Mémorial de Verdun (pol. Muzeum Pamięci Bitwy pod Verdun) – francuskie muzeum wojskowe, zlokalizowane w miejscowości Fleury-devant-Douaumont, około 4 kilometrów od miasta Verdun, na dawnym polu bitwy pod Verdun w 1916.
Placówka jest własnością Narodowego Stowarzyszenia Pamięci Bitwy pod Verdun (franc. Association Nationale du Souvenir de la Bataille de Verdun), a powstała z inicjatywy pisarza Maurice’a Genevoix, prezydenta francuskiego Narodowego Komitetu Pamięci o Verdun (franc. Comité National du Souvenir de Verdun), który w 1960 podjął działania w kierunku utworzenia muzeum. Inicjatywa zakończyła się powodzeniem i otwarciem placówki w 1967 dzięki finansowemu i logistycznemu wsparciu rządu francuskiego, kombatantów i władz samorządowych z całej Francji.
Muzeum obejmuje niewielką wystawę zewnętrzną, na którą składają się głównie działa używane w okresie bitwy pod Verdun, oraz wystawę zasadniczą, umieszczoną wewnątrz dwupoziomowego budynku. Na kolekcję składają się pamiątki po bitwie i jej uczestnikach, w tym mundury, broń indywidualna żołnierzy, działa, moździerze, samoloty, wyposażenie służb pomocniczych (łączności, medycznych), a także rzeczy wykonane osobiście przez żołnierzy-uczestników bitwy w czasie przerw w walce. W centralnej części muzeum znajduje się rekonstrukcja fragmentu pola bitwy z okopami, zasiekami i lejami po bombach i pociskach artyleryjskich. Prezentowane są także liczne zdjęcia, makieta fortu Douaumont i mapy pola bitwy. Muzeum uzupełnia butik z wydawnictwami tematycznymi oraz sala kinowa, gdzie prezentowane są filmy przybliżające tematykę bitwy i I wojny światowej.